# Gryszkabuda
Gryszkabuda (lit. Griškabūdis) – miasteczko na Litwie w okręgu mariampolskim w rejonie Szaki, położone ok. 15 km na południowy wschód od Szaków, siedziba starostwa Gryszkabuda. Zlokalizowane przy drodze Pilwiszki-Szaki. Znajduje się tu poczta, kościół parafialny i klasztor karmelitów. 
Wieś wzmiankowana w XVII wieku, od 1765 roku para miejskie. Dekretem prezydenta Republiki Litewskiej od 2000 roku posiada własny herb.
Za Królestwa Polskiego istniała wiejska gmina Gryszkabuda.